# Caspar Commelijn
Pour les articles homonymes, voir Commelinus et Commelin.
Caspar Commelijn ou Caspar Commelin, dit Casparus Commelinus, né probablement en 1668 à Amsterdam et mort le 25 décembre 1731 dans la même ville, est un docteur en médecine et botaniste.
Neveu de Jan Commelijn, il est notamment membre de l'Académie des Curieux et directeur du jardin botanique d'Amsterdam. Il compte parmi ses descendantes Hendrina Commelin, travailleuse sociale et féministe néerlandaise.
Il a écrit : 
- Flora Malabarica, 1696 ;
- Horti medici Amstelaedamensis plantae rariores et exoticae, Leyde, 1706, in-folio.
- (avec Johannes Commelin, Franz Kiggelaer, Johan Moninckx, Maria Moninckx, Frederik Ruysch, Abraham Someren, P. & J. Blaeu) (nl + la) Horti medici Amstelodamensis rariorum tam Orientalis, quàm Occidentalis Indiæ, aliarumque peregrinarum plantarum […] descriptio et icones[4],[5].